# Mangora gibberosa
Espèce
Synonymes
- Epeira gibberosa Hentz, 1847

Mangora gibberosa est une espèce d'araignées aranéomorphes de la famille des Araneidae.

## Distribution
Cette espèce se rencontre au Canada dans le sud du Québec et de l'Ontario, dans l'est des États-Unis et au nord-est du Mexique,.

## Habitat
C'est une araignée diurne qui vit dans les champs et autres endroits ensoleillés, en bordure des forêts de conifères et des lisières des bois.

## Description
Les mâles mesurent de 2,6 à 3,2 mm et les femelles de 3,4 à 4,8 mm.
Son abdomen ovale est maculé de nombreuses taches blanches, tigré brun sur ses flancs et le dos orné de 3 bandes sombres. Le céphalothorax est glabre, peu opaque, jaune orange et orné d'une bande longitudinale sombre dans la partie centrale. Ses pattes sont peu ornées et pourvues de longues épines.

## Toile
Elle tisse sa toile en l'orientant vers l'Est, s'exposant ainsi aux premiers rayons du Soleil. Elle se place au centre en présentant son dos au soleil, la tête orientée en bas.

## Galerie

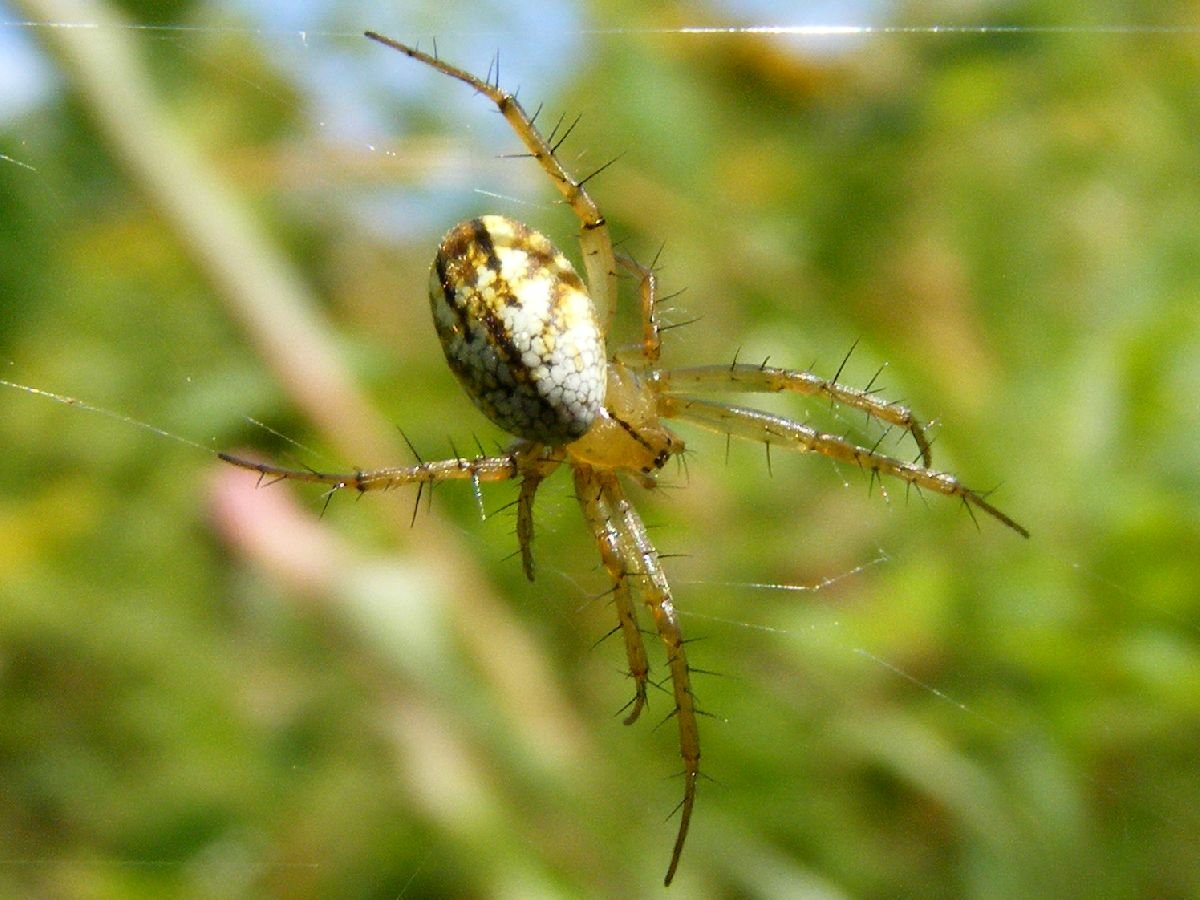
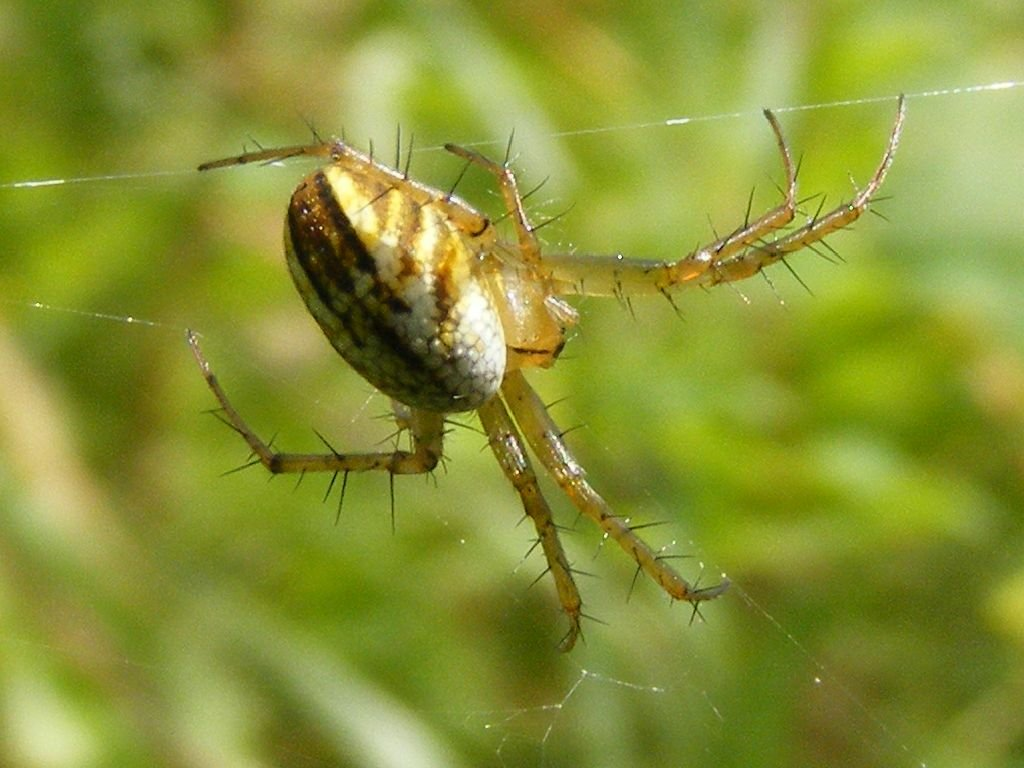
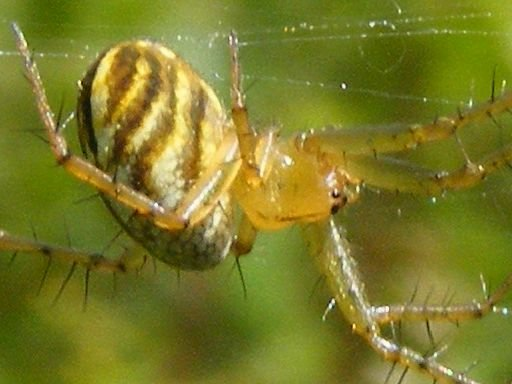
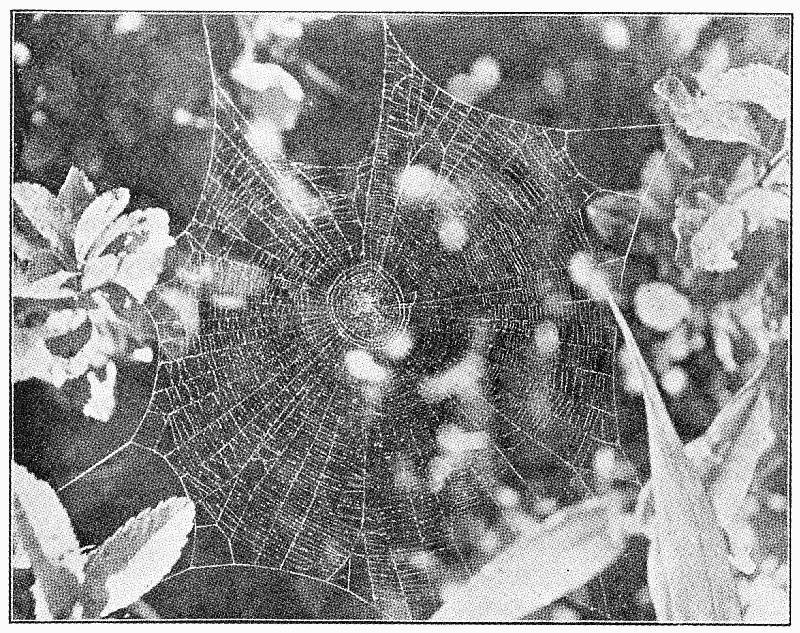
toile
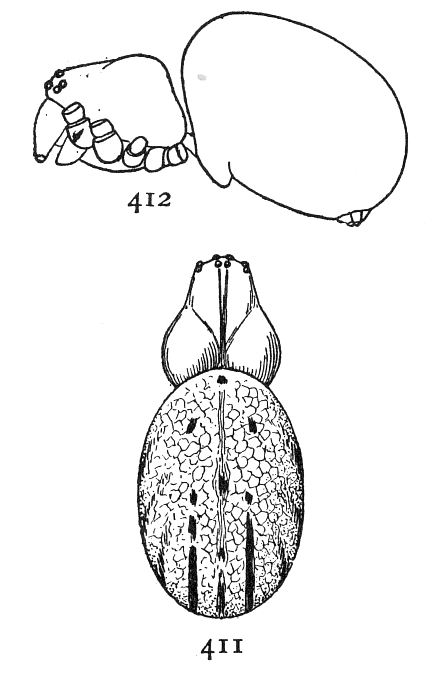

## Publication originale
- Hentz, 1847 : Descriptions and figures of the araneides of the United States. Boston Journal of Natural History, vol. 5, p. 443-478 (texte intéral).